# René Barrientos Ortuño

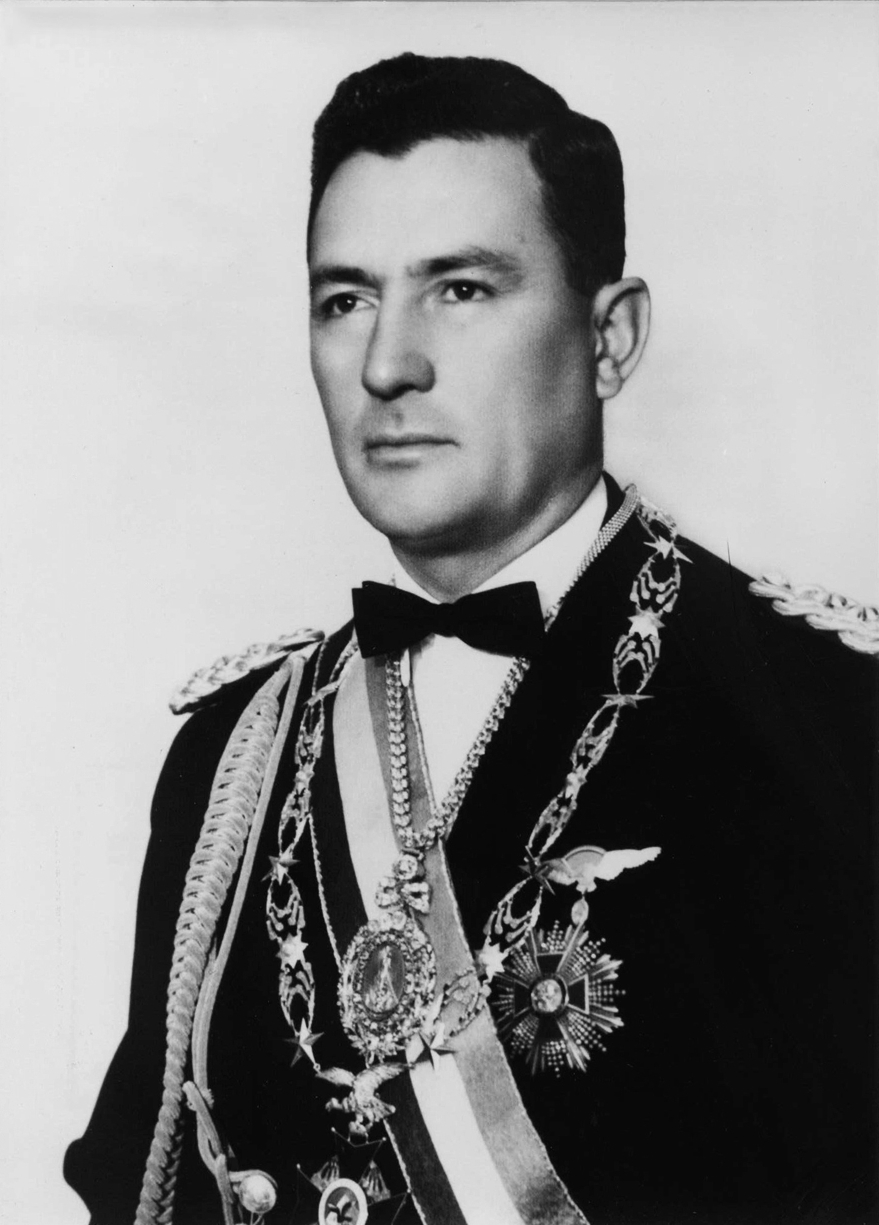
René Barrientos Ortuño (1967)

René Barrientos Ortuño (* 30. Mai 1919 in Tarata; † 27. April 1969 bei Cochabamba) war ein bolivianischer Politiker und General. Barrientos war von 4. November 1964 bis 5. Januar 1966 und von 6. August 1966 bis 27. April 1969 Präsident von Bolivien und kam bei einem Hubschrauberabsturz ums Leben.

## Leben

### Aufstieg im Militär
René Barrientos Ortuño war Sohn eines armen Bauern aus einem Tal des Andenplateaus. Nach Abschluss der höheren Schule der Escuela Fiscal in Cochabamba wurde er Kadett und besuchte später Pilotenschulen der bolivianischen Armee. Teile der fliegerischen Ausbildung und der weiteren militärischen Ausbildung absolvierte Barrientos in Italien und auch in den USA. Er erwies sich als guter Flugzeugführer und Fallschirmspringer.
Gefördert wurde Barrientos, der in nur sieben Jahren, zwischen 1952 und 1959, vom Leutnant zum General der Luftstreitkräfte aufstieg, vom bolivianischen Präsidenten Víctor Paz Estenssoro. Während der Revolution von 1952 diente Barrientos Paz Estenssoro als persönlicher Pilot. Der Präsident baute mit Hilfe der USA das bolivianische Militär neu auf. Davon profitierte Barrientos. Die Stufen seiner Karriereleiter waren: Befehlshaber einer Fliegerbasis, Luftwaffenattaché seines Landes in London, Kommandeur einer Fliegerkadettenanstalt, Chef des militärischen Lufttransportwesens, Leiter des Beschaffungswesens der Luftwaffe, Dozent an der Generalstabsschule, Chef des Generalstabes der Luftwaffe und schließlich deren Oberbefehlshaber.

### Politische Anfänge
Gefördert wurde Barrientos auch von der US-Regierung. Diese soll ihn bewusst an den Präsidenten herangebracht haben, um dessen als linkslastig eingestufte Politik zu begrenzen. Gegen den Willen der Staatspartei MNR, deren Mitglied Barrientos war, setzte das Militär ihn 1964 als stellvertretenden Präsidenten durch.
Als es 1964 zu gewalttätigen Demonstrationen gegen Präsident Paz Estenssoro kam, schloss sich Barrientos dem Militärputsch gegen seinen einstigen Förderer an. Der Präsident floh daraufhin nach Peru. Zunächst übernahm Alfredo Ovando Candia die Führung einer Militärjunta. Nach weiteren Demonstrationen trat Ovando zurück. Am 5. November 1964 wurde Barrientos Vorsitzender der Junta. Zu Beginn des Jahres 1966 gab er diese Posten auf, um als Kandidat bei den Präsidentschaftswahlen zu kandidieren. Ovando übernahm übergangsweise wieder die Führung.

### Präsidentschaft
Ortuño wurde mit etwa 60 % der Stimmen am 4. Juli 1966 gewählt. In seiner Amtszeit brach er den Widerstand der Bergarbeitergewerkschaft teilweise mit Gewalt. Einige Bergbaubezirke ließ er von der Armee besetzen. Er hatte sich auch den Unmut der Bergarbeitergewerkschaft zugezogen, als er die Löhne kürzen ließ. Beim Catavi-Massaker am 24. Juni 1967 wurden über 100 Teilnehmer der Gewerkschaftsversammlung im Bergwerk Siglo XX von Soldaten ermordet, die von Barrientos entsandt worden waren. Für bolivianische Verhältnisse folgte eine Phase der (erzwungenen) Ruhe und Stabilität.
Der 1969 von Barrientos unternommene Versuch, eine politische Massenbewegung zu seiner Unterstützung ins Leben zu rufen, blieb ohne durchgreifenden Erfolg. Er setzte ähnlich wie Víctor Paz Estenssoro auf eine eher linke Politik und stützte sich dabei nicht zuletzt auf die Indiobevölkerung. Um sich deren Unterstützung zu versichern, reiste er durch das Land.
International wurde die Regierung von René Barrientos Ortuño beachtet, als sie 1967 Régis Debray verurteilen ließ. Am 9. Oktober 1967 um 13:10 Uhr wurde der kurz zuvor gefangengenommene Che Guevara an Ort und Stelle von Mario Terán, einem Feldwebel der bolivianischen Armee, auf Weisung von Barrientos ohne vorherige Gerichtsverhandlung exekutiert.
Ortuño kam 1969 beim Absturz eines von ihm selbst gesteuerten Hubschraubers ums Leben.